# رزاق

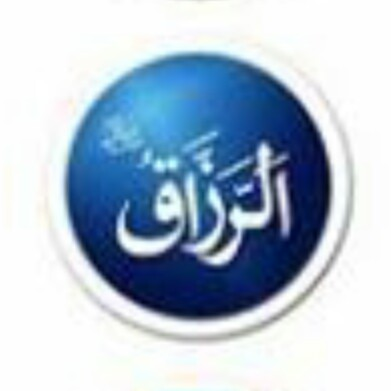
تصویر وواژه رزاق

رَزّاق به معنی «روزی‌رسان»، از صفت‌های الله، خدای دین اسلام است.
این صفت در اسلام از جمله نام‌های نیکو خداوند به‌شمار می‌آید. نام رزاق تنها برای الله به‌کار می‌رود و ویژهٔ اوست و در دیگر موارد کاربرد ندارد.
واژهٔ رزاق را روزی‌دهنده، بسیار روزی‌بخش و بسیار روزی‌ده نیز ترجمه کرده‌اند.
دین‌آموختگان اسلامی بر این باورند که روزی‌رسان بودن الله مستقیم نیست بلکه از طریق سبب‌ها و علت‌ها صورت می‌گیرد.
این‌که آیا روزی‌رسان بودن الله به معنی دریافت روزی توسط انسان‌ها بدون کار و کوشش است یا نه، از جستارهای فقهی است.